# Episodi di Ben 10 (quarta stagione)
La quarta stagione di Ben 10, composta da 10 episodi, è stata trasmessa negli Stati Uniti d'America dal 14 luglio 2007 al 15 aprile 2008. Gli alieni all'interno dell'Omnitrix di questa stagione sono 22: Bestiale, 2x2, Materia Grigia, XLR8, Plusultra, Diamante, Mastica, Pungiglione, Pelle d'Oca, Inferno, Rotolone, Vite Elastica, Spitter, Buzzshock, Iguana Artica, BenMummia, BenWolf, FrankenBen, Vomito, Idem, Milleocchi e Gigante.
| nº | Titolo originale                   | Titolo italiano                              | Prima TV USA      |
| -- | ---------------------------------- | -------------------------------------------- | ----------------- |
| 1  | Perfect Day                        | Un giorno perfetto                           | 14 luglio 2007    |
| 2  | Divided We Stand                   | Divisi vinciamo                              | 19 luglio 2007    |
| 3  | Don't Drink the Water              | La fonte dell'eterna giovinezza              | 26 luglio 2007    |
| 4  | Big Fat Alien Wedding              | Grosso grasso matrimonio alieno              | 2 agosto 2007     |
| 5  | Ben 4 Good Buddy                   | Ben e i suoi buoni 4 amici                   | 22 settembre 2007 |
| 6  | Ready to Rumble                    | Cattive compagnie                            | 29 settembre 2007 |
| 7  | Ken 10                             | 10 eroi per Ken                              | 6 ottobre 2007    |
| 8  | Ben 10 vs. The Negative 10: Part 1 | Ben 10 contro i Terribili 10 (prima parte)   | 9 marzo 2008      |
| 9  | Ben 10 vs. The Negative 10: Part 2 | Ben 10 contro i Terribili 10 (seconda parte) | 9 marzo 2008      |
| 10 | Goodbye and Good Riddance          | Il ritorno a casa                            | 15 aprile 2008    |

## Un giorno perfetto
- Titolo originale: Perfect Day
- Diretto da: Scooter Tidwell
- Scritto da: Michael Jelenic

### Trama
Ben sembra vivere il giorno perfetto: un autobus pieno di cheerleader si rompe davanti a lui, videogiochi non ancora messi in commercio cadono da un camion e nonno Max inizia a cucinare cibo che Ben considera mangiabile. In ogni caso, quando compaiono un'altra Gwen e un altro nonno Max, Ben scopre che Enoch e i Cavalieri Immortali l'hanno intrappolato in un mondo da sogno mentre sono impegnati a cercare di togliere l'Omnitrix dal polso di Ben addormentato. Una volta scoperto, Enoch trasforma il sogno nel peggiore incubo di Ben, la scuola. Dopo essere riuscito a prendere il controllo del sogno e a scappare, Ben intrappola Enoch nel suo stesso mondo da sogno. Dopo che i Tennyson sono andati via, un altro Cavaliere Immortale, "Re Eterno", decide di lasciare Enoch al suo destino a causa dei troppi fallimenti e di occuparsi personalmente dei Tennyson.

## Divisi vinciamo
- Titolo originale: Divided We Stand
- Diretto da: Scooter Tidwell
- Scritto da: Marty Isenberg

### Trama
Durante una gita sulla spiaggia, Ben scopre una nuova forma aliena dell'Omnitrix, Idem. Idem ha il potere di moltiplicarsi a piacimento, catturando l'attenzione del Dr Animus, appena scappato di prigione grazie a un gabbiano mutato. Il Dr Animus cattura uno degli Idem di Ben nel tentativo di sfruttare il suo DNA per i propri scopi malvagi. Usando il DNA alieno, il Dr Animus crea un esercito di alieni capaci di replicarsi simili a Pungiglione, ma Ben sfrutta la debolezza dell'avere tanti cloni per distruggere tutti i cloni di Pungiglione e mandare in prigione nuovamente il Dr Animus.
- Debutto degli alieni dell'Omnitrix: Idem.

## La fonte dell'eterna giovinezza
- Titolo originale: Don't Drink the Water
- Diretto da: Scooter Tidwell
- Scritto da: Marty Isenberg, Greg Klein e Thomas Pugsley

### Trama
Essendo diventato molto anziano dopo aver perso i suoi poteri in "La Chiave di Volta", lo Stregone è alla ricerca di qualcosa che possa farlo tornare giovane. Allo stesso tempo, Max ha dei problemi con il suo corpo che sta invecchiando, così decide di impressionare i suoi nipoti a una fiera per mostrargli che non è così anziano come sembra. Max sfida i nipoti al Dunking Game, ma sia lui sia Ben vengono bagnati con l'acqua del gioco, ignari che essa provenga dalla Fonte dell'Eterna Giovinezza. Max torna a essere un ragazzo di dieci anni, Ben di quattro. Il guardiano del gioco è in realtà il custode della Fonte, incaricato personalmente da Juan Ponce de León quattrocento anni prima. Lo Stregone riesce a costringere il ragazzo a rivelargli dove si trova la fonte, che usa per tornare nuovamente giovane. In ogni caso, Ben usa una giovane versione di Inferno per vaporizzare la Fonte, esponendo così lo Stregone a un'incredibile quantità d'acqua che lo riduce a un neonato. Distrutta la Fonte, il custode rivela che gli effetti dell'acqua svaniranno da soli senza essere esposti continuamente a essa. Nel frattempo, Incantatrice trova lo zio ridotto a un neonato e si diverte a prendersi gioco di lui.

## Grosso grasso matrimonio alieno
- Titolo originale: Big Fat Alien Wedding
- Diretto da: Sebastian Montes III
- Scritto da: Eugene Son

### Trama
Ben, Gwen e nonno Max devono partecipare al matrimonio di un nipote di Max, Joel, e della sua promessa sposa, Camille. Prima del giorno del matrimonio, Ben prova ad andare a nuotare in un lago, finendo per interrompere il tentativo di un alieno simile a fango di rovinare il matrimonio. Ben sconfigge l'alieno trasformato in Rotolone, ma si ritrova con dei fucili puntati addosso dai genitori dello sposo. Ben scappa con l'aiuto di Gwen, mentre successivamente nonno Max spiega che la famiglia dello sposo è formata interamente da ex Risolutori, mentre la famiglia della sposa è aliena, originaria di una razza chiamata "Poltiglia", nemici dei Risolutori fino all'incontro tra Joel e Camille. Il matrimonio rappresenta quindi una tregua. In ogni caso, il giorno del matrimonio, dilaga il caos a causa dei genitori della sposa, che si ribellano all'idea del matrimonio, rivelando le loro vere forme. Come Inferno, Ben li sconfigge con l'aiuto di un'arrabbiata Camille.

## Ben e i suoi buoni 4 amici
- Titolo originale: Ben 4 Good Buddy
- Diretto da: Scooter Tidwell
- Scritto da: Amy Wolfram

### Trama
Mentre stanno attraversando un deserto, i Tennyson incontrano un gruppo di pirati della strada, chiamati gli Acchiappaclienti, nel tentativo di rubare il camper di Laurence Wainright. Dopo aver fermato gli Acchiappaclienti, la famiglia si ferma a una stazione di servizio e Ben e Gwen iniziano a lamentarsi perché la Vecchia Ragazza non funziona come dovrebbe e non è lussuoso nemmeno lontanamente come il camper del signor Wainright. Poco dopo, gli Acchiappaclienti tornano e si impadroniscono della Vecchia Ragazza. Mentre nonno Max cerca disperatamente di ritrovare il suo camper, gli Acchiappaclienti lo modificano allo scopo di usarlo per i loro piani. I Tennyson prendono in prestito il camper di Laurence per fermare gli Acchiappaclienti, intenti a rubare missili da un treno in corsa. Barone della Strada, il leader degli Acchiappaclienti, vuole usare i missili per distruggere la nuova autostrada, causando così un aumento del traffico sulle strade che gli Acchiappaclienti di solito tengono d'occhio. Alla fine Ben riesce a fermare il piano di Barone della Strada sfruttando la sua conoscenza dei vari malfunzionamenti della Vecchia Ragazza.

## Cattive compagnie
- Titolo originale: Ready to Rumble
- Diretto da: Scooter Tidwell
- Scritto da: Eugene Son

### Trama
Dopo aver danneggiato il computer portatile di Gwen, Ben partecipa a una competizione di wrestling aperta a tutti come 2x2 per guadagnare denaro sufficiente a rimpiazzarlo, diventando immediatamente una celebrità. Durante il torneo, Ben ha a che fare con Gatorboy e Porcospino, una coppia di fratelli mutanti, che devono a un boss del crimine organizzato, Mr Beck, una grande somma di denaro, usato per salvare la propria fattoria. I due avevano partecipato alla competizione per pagare i loro debiti, dei quali Ben non viene a conoscenza fino alla loro sconfitta. Dopo aver scoperto la verità, Ben va con loro per salvare la madre dei due, che era stata rapita dai criminali come "garanzia". Dopo averla liberata, grazie a un piccolo aiuto da parte di un Tag Team di Idem, Ben consegna il premio in denaro alla famiglia poiché loro ne hanno più bisogno di lui. Tornando nel camper, Ben ammette le sue colpe, scoprendo che il computer non si era né danneggiato né tantomeno rotto.

## 10 eroi per Ken
- Titolo originale: Ken 10
- Diretto da: Sebastian Montes III
- Scritto da: Greg Weisman

### Trama
Nello stesso futuro ipotizzato in "Ben 10.000", il figlio di Ben, Ken, è impegnato a celebrare il suo decimo compleanno e, per commemorare l'occasione, Ben, che aveva avuto l'Omnitrix a dieci anni, ne regala uno a Ken. In ogni caso, lo equipaggia con il limitatore che lui aveva originariamente, così che Ken possa trasformarsi solo per pochi minuti, poiché non vuole che il figlio combatta i nemici da solo. Ken presto diventa amico di un ragazzo chiamato Devlin, la stessa notte in cui Kevin 11 attacca la base dei Tennyson. Non potendo localizzare il Vuoto Totale, spostato da Ben dopo gli eventi di "Il Portale del Tempo", Kevin si ritira. Ken, anch'egli inconsapevole della cosa, cerca di trovarlo lui stesso, solo per condurvi incoscientemente Devlin, che è il figlio di Kevin e si trasforma nella stessa forma originaria del padre. Devlin libera il padre dal Vuoto Totale, ma quest'ultimo gli spezza il cuore quando dimostra di tenere di più a combattere Ben che non a stare con suo figlio. Kevin viene sconfitto definitivamente dagli sforzi combinati di Ben, Ken e Devlin, che successivamente verrà adottato dai Tennyson.

## Ben 10 contro i Terribili 10 (prima parte)
- Titolo originale: Ben 10 vs. The Negative 10: Part 1
- Diretto da: Sebastian Montes III
- Scritto da:  Thomas Pugsley e Greg Klein

### Trama
9 mesi dopo dell'inizio della scuola, i Tennyson vanno a prendere il nipote di un altro Risolutore, Cooper, il quale usufruisce così di un passaggio a casa. Nel frattempo, una base dei Risolutori nascosta a Fort Knox viene razziata dall'incredibile Sublimino e dai Mostri del Circo. Il tempo che i Tennyson impiegano ad arrivare lì non è sufficiente per intervenire in tempo. I quattro vengono presto a conoscenza di un'altra irruzione, questa volta per opera di Rojo (con una nuova tuta cibernetica), il Dr Animus, Clancy (mutato in un insetto), e Incantatrice. Max scopre che gli obiettivi delle loro ricerche sono le due chiavi che portano alla "Sub-Energia", una fonte di energia sub-atomica estremamente potente donata ai Risolutori da una razza aliena. Il gruppo non riesce a difendere le chiavi dai nemici e cercano quindi di precederli al Monte Rushmore, dove è conservata la Sub-Energia. In ogni caso, scoprono che Re Eterno, insieme con un subordinato e agli altri 8 nemici autori dei furti delle chiavi, li ha battuti sul tempo. Re Eterno chiama il gruppo di nemici "i Terribili 10" e li aizza contro i Tennyson.

## Ben 10 contro i Terribili 10 (seconda parte)
- Titolo originale: Ben 10 vs. The Negative 10: Part 2
- Diretto da: Scooter Tidwell
- Scritto da:  Thomas Pugsley e Greg Klein

### Trama
Ben, Gwen, Max e Cooper usano la base dei Risolutori del Monte Rushmore per organizzare una difesa finale contro le forze dei Terribili 10. Max scopre la vera identità di Re Eterno; è in realtà un uomo chiamato Driscoll, che una volta era un Risolutore, ma che poi era stato buttato fuori con disonore quando fu scoperto a impossessarsi illegalmente di tecnologia aliena. Nonostante i loro migliori sforzi, i quattro non riescono a fermare Driscoll dal prendere la Sub-Energia. Driscoll usa l'energia per migliorare la propria armatura e combatte contro Ben, che riesce a usare il potere di Vomito per digerire la fonte di energia e distruggerla in tutta sicurezza (anche se, facendo ciò, distrugge completamente i quattro volti del Monte Rushmore).

## Il ritorno a casa
- Titolo originale: Goodbye and Good Riddance
- Diretto da: Scooter Tidwell
- Scritto da:  Thomas Pugsley e Greg Klein

### Trama
Ben torna a casa dopo la fine delle vacanze estive e nonno Max gli fa promettere di mantenere il segreto sull'Omnitrix. Questo intento viene reso più difficile dal fatto che tutti i suoi compagni sono affascinati dalle notizie che circolano sugli eroi che spesso compiono azioni degne di nota. Inizialmente colto dal disappunto, Ben ha l'occasione di usare l'Omnitrix quando attacca Vilgax come Rotolone, ancora una volta alle prese con la caccia al dispositivo. Tutti e quattro i Tennyson (il padre di Ben, Carl, aiuta il gruppo) combattono i droni di Vilgax che seminano il panico a Bellwood. Quando Vilgax appare nuovamente, sconfiggendo facilmente Ben nelle sembianze di XLR8, il padre di Ben suggerisce di portarlo nei sottostanti condotti di gas, al quale i Tennyson danno fuoco per incenerire il nemico. Il segreto di Ben viene reso noto a tutti durante la battaglia, mentre Gwen finisce per trasferirsi alla scuola di Ben. Quando tutto sembra tornare tranquillo, il Dr Animus arriva con una notevole quantità di animali mutati e Ben e Gwen si preparano a combatterlo.